# Radja Nainggolan
Radja Nainggolan (ur. 4 maja 1988 w Antwerpii) – belgijski piłkarz indonezyjskiego pochodzenia, występujący na pozycji pomocnika. W latach 2009–2018 był reprezentantem Belgii. Uczestnik Mistrzostw Europy 2016. 
Wychowanek Piacenzy Calcio. Najwięcej rozegranych spotkań w swojej karierze zaliczył dla włoskiej AS Romy. Występował również m.in. w takich klubach jak: Inter Mediolan, Cagliari Calcio, Royal Antwerp, SPAL czy Bhayangkara FC. 

## Kariera klubowa
Ojciec Nainggolana pochodzi z Indonezji, natomiast matka jest Belgijką. Radja dorastał w Antwerpii i tam rozpoczynał swoją piłkarską karierę w miejscowym klubie Germinal Beerschot. Trenował w nim do 16. roku życia, kiedy to wyjechał do Włoch i został zawodnikiem Piacenzy Calcio. 
Początkowo występował w zespole Primavery. W seniorskim składzie Piacenzy belgijski zawodnik zadebiutował 28 maja 2006 w przegranym 2:3 meczu Serie B z Arezzo. W pierwszych latach pełnił rolę rezerwowego - miejsce w podstawowym składzie wywalczył sobie w sezonie 2008/2009, kiedy to wystąpił w 37 ligowych pojedynkach, z czego 36 rozpoczynał w wyjściowej jedenastce. Podczas rozgrywek zdobył 3 gole – strzelał bramki w spotkaniach z Treviso (2:3), Avellino (1:1) i Sassuolo (1:2). Od początku rozgrywek 2009/2010 Belg do gry linii pomocy został wystawiany najczęściej u boku Włochów Filippo Sambugaro i Tommaso Bianchiego oraz Austriaka Daniela Wolfa.
27 stycznia 2010 Belg został wypożyczony do grającego w Serie A Cagliari Calcio, gdzie został rezerwowym. W odwrotnym kierunku powędrował Białorusin Michaił Siwakou. W pierwszej lidze Nainggolan zadebiutował 7 lutego w przegranym 0:3 wyjazdowym meczu z Interem Mediolan. Po zakończeniu rozgrywek Nainggolan został wykupiony z Piacenzy na stałe.
7 stycznia 2014 został wypożyczony do AS Romy na pół roku z opcją transferu.

## Kariera reprezentacyjna
Przez 6 lat grywał w juniorskich i młodzieżowych reprezentacjach Belgii (najwięcej spotkań i jedyną bramkę zanotował w U-21). 
W seniorskiej kadrze zadebiutował 29 maja 2009 w zremisowanym 1:1 meczu z Chile, rozegranym w ramach Kirin Cup. W maju 2018 – na skutek braku powołania do kadry na Mistrzostwa Świata w Rosji – ogłosił zakończenie gry w reprezentacji. 
W sumie rozegrał w niej 30 oficjalnych spotkań międzypaństwowych, zdobywając 6 bramek.